# New Age (südafrikanische Zeitung)
New Age (deutsch etwa: „Neues Zeitalter“) war eine überregionale, englischsprachige Wochenzeitung in Südafrika, die von 1953 bis 1962 erschien. Sie trat gegen das herrschende System der Apartheid ein, gehörte dem linken Spektrum an und stand dem African National Congress (ANC) nahe.

## Geschichte
1953 wurde die Zeitung gegründet. Sie ersetzte die 1937 gegründete Zeitung The Guardian, die mehrfach gebannt worden war. Unterstützt wurde die Zeitung durch zahlreiche Organisationen wie Gewerkschaften, dem ANC und der South African Communist Party. Finanziell getragen wurde sie unter anderem von indischen Organisationen aus Durban. Neben politischen Artikeln enthielt die Zeitung Prosa und Gedichte.
Zahlreiche bekannte regierungskritische Südafrikaner schrieben für New Age, darunter Ruth First (als Herausgeberin), Brian Bunting (als Chefredakteur), Govan Mbeki, Alex La Guma, Albie Sachs, Walter Sisulu, Lionel Bernstein, Ahmed Kathrada, Sonia Bunting, Joe Gqabi und Wilton Mkwayi.
Mehrere südafrikanische Dichter begannen ihre Karriere bei New Age, darunter Keorapetse Kgositsile. 1960 wurde die Zeitung nach der Verhängung des Ausnahmezustands für fünf Monate gebannt. Die Zeitung unterstützte offen die Aktivitäten des bewaffneten Arms des ANC, Umkhonto we Sizwe. 1962 wurde die Zeitung von der Regierung erneut gebannt; wegen unzureichender finanzieller Mittel wurde sie eingestellt. Um die Registrierung nicht zu verwirken, erschienen einige Nummern der Nachfolgezeitung Spark, bevor auch diese 1963 eingestellt wurde.

## Sonstiges
Seit 2010 erscheint in Südafrika die Zeitung The New Age. Sie war bis 2017 im Besitz der Gupta-Familie und hat organisatorisch keinen Bezug zu New Age.